# Marianne Wünsch
Marianne Wünsch (* 29. März 1942 in Gablonz, Reichsgau Sudetenland) ist eine deutsche Germanistin und Hochschullehrerin.

## Leben
Sie studierte Germanistik, Anglistik und Kunstgeschichte in München und Dublin. Nach der Promotion 1972 an der Universität München und Habilitation 1984 ebenda war sie von 1989 bis 2007 Professorin am Institut für Neuere Deutsche Literatur und Medien an der Universität Kiel.
Ihre Forschungsschwerpunkte sind Literatur vom 18.–20. Jahrhundert und Theorie und Methodologie der Literatur- und Medienwissenschaft.

## Schriften (Auswahl)
- Der Strukturwandel in der Lyrik Goethes. Die systemimmanente Relation der Kategorien „Literatur“ und „Realität“. Probleme und Lösungen. Stuttgart 1975, ISBN 3-17-001601-6.
- mit Jan-Oliver Decker und Hans Krah: Das Wertesystem der Familienserien im Fernsehen. Kiel 1996, ISBN 3-89029-975-X.
- Die Fantastische Literatur der Frühen Moderne (1890–1930). Definition, denkgeschichtlicher Kontext, Strukturen. München 1998, ISBN 3-7705-2643-0.
- Realismus (1850–1890). Zugänge zu einer literarischen Epoche. Kiel 2007, ISBN 3-937719-56-3.